# Vuoksi
Il Vuoksa (in russo Вуокса), in finlandese: Vuoksi (in svedese Vuoksen) è un fiume della Russia e della Finlandia ed è il principale emissario del lago Saimaa. Attraversata la Salpausselkä, il fiume percorre la zona dell'istmo di Carelia e si getta nel lago Ladoga. Scorre nella Carelia Meridionale finlandese e nel Priozerskij rajon dell'oblast' di Leningrado.
Il Vuoksa è un sistema di laghi e canali. Il canale principale del sistema è il più grande fiume dell'istmo della Carelia. Secondo il registro statale russo dell'acqua ha una lunghezza di 143 km e il suo bacino è di 68 700 km². Due centrali idroelettriche si trovano lungo il suo corso in Finlandia (che è di soli 13 km), dopo aver attraversato il confine con la Russia, il fiume è bloccato da altre due dighe con centrali idroelettriche. A metà percorso il fiume si allarga nel lago Vuoksa.
Le modalità di utilizzo del Vuoksa per garantire il funzionamento delle centrali idroelettriche sono regolate da accordi tra Finlandia e Russia datati 12 luglio 1972 e 26 ottobre 1989.